# Umberto Orsini

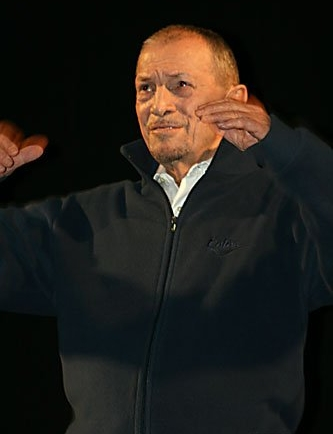
Umberto Orsini em 2008

Umberto Orsini (Novara, 2 de abril de 1934) é um ator italiano.
Em 1954, formou-se na "Accademia nazionale d'arte drammatica", em Roma, e começou a carreira trabalhando no teatro. Sua estreia no cinema ocorreu em 1957, quando trabalhou no filme "Marisa la civetta". Seu segundo filme foi em A Doce Vida, de Federico Fellini.
Em 2017, aos 83 anos de idade, trabalhou no longa-metragem de ação "Agadah", em mais um de sua longa carreira cinematográfica que conta com produções como: "La ragazza e il generale", "La caduta degli dei", "Ludwig", "Un homme est mort", "César et Rosalie", "Emmanuelle l'antivierge" ou "Adeus Emmanuelle".